# Rosa 'Arthur Rimbaud'
'Arthur Rimbaud' (el nombre del obtentor registrado es 'Meihylvol'), es un cultivar de rosa que fue conseguido en Francia en 2008 por el rosalista francés Meilland.

## Descripción
'Arthur Rimbaud' es una rosa moderna cultivar del grupo Híbrido de té.
El cultivar es un híbrido de té. Las formas arbustivas del cultivar tienen porte erguido y alcanza de 90 a 130 cm de alto. Las hojas son de color verde oscuro y brillante. Sus delicadas flores de color mezcla de rosas. Fragancia fuerte. Flor grande con 80 pétalos. El diámetro medio de 4,75". Forma de floración amplia, muy completo (41 + pétalos). Florece en oleadas a lo largo de la temporada. Primavera o verano son las épocas de máxima floración, si se le hacen podas más tarde tiene después floraciones dispersas.

## Origen
El cultivar fue desarrollado en Francia por el prolífico rosalista francés Meilland en 2008. 'Arthur Rimbaud' es una rosa híbrido de té.
El obtentor fue registrado bajo el nombre cultivar de 'Meihylvol' por Meilland en 2008 y se le dio el nombre comercial de exhibición 'Arthur Rimbaud' ®.

## Cultivo
Aunque las plantas están generalmente libres de enfermedades, es posible que sufran de punto negro en climas más húmedos o en situaciones donde la circulación de aire es limitada. Las plantas toleran la sombra, a pesar de que se desarrollan mejor a pleno sol. En América del Norte son capaces de ser cultivadas en USDA Hardiness Zones 7b a 10b. La resistencia y la popularidad de la variedad han visto generalizado su uso en cultivos en todo el mundo.
Puede ser utilizado para las flores cortadas o jardín. Vigorosa. En la poda de Primavera es conveniente retirar las cañas viejas y madera muerta o enferma y recortar cañas que se cruzan. En climas más cálidos, recortar las cañas que quedan en alrededor de un tercio. En las zonas más frías, probablemente hay que podar un poco más que eso. Requiere protección contra la congelación de las heladas invernales.